# Aspidomorphus muelleri
Aspidomorphus muelleri är en ormart som beskrevs av Schlegel 1837. Aspidomorphus muelleri ingår i släktet Aspidomorphus och familjen giftsnokar och underfamiljen havsormar.
Arten förekommer på Nya Guinea och på Bismarckarkipelagen. Honor lägger ägg.

## Underarter
Arten delas in i följande underarter:
- A. m. interruptus
- A. m. lineaticollis
- A. m. lineatus
- A. m. muelleri